# Берёзовая Поляна (Сахалинская область)
Берёзовая Поля́на — упразднённое село в Тымовском городском округе Сахалинской области России. Исключено из учётных данных в 2024 году.

## География
Находится на берегу реки Тымь. Вблизи села расположена станция Слава Сахалинского региона Дальневосточной железной дороги, в 17 км от районного центра.

## Население
| 2002 | 2010 | 2021 |
| ---- | ---- | ---- |
| 3    | ↘0   | →0   |

По переписи 2002 года население — 3 человека (2 мужчины, 1 женщина).